# 苏安励
苏安励（英語：Arne Morris Sorenson， 1958年10月13日—2021年2月15日）是一位美国企业家，中文名叫苏安励。

## 生平
1958年出生于日本东京都，1965年回到美国，1983年毕业于明尼苏达大学法学院。之后进入华盛顿哥伦比亚特区一家律师事务所，之后成为合伙人，负责併購业务。其中万豪国际是其重要客户之一，1996年跳槽加入万豪国际担任顾问。之后升迁为业务拓展副总裁。在位期间，经手对万丽酒店出价100万美元的收购。在担任首席财务官和首席运营官后，2012年升迁为首席执行官。也是除万豪家族以外首位执掌这家酒店集团的首席执行官。2016年以1300万美元收购喜达屋酒店及度假酒店国际集团，将喜来登酒店，W飯店, 威斯汀酒店等品牌收入囊中。
此外还担任微软、沃尔玛董事会成员，国际特殊奥林匹克组织和布鲁金斯学会成员。
2019年5月万豪国际宣布其患有胰腺癌，2021年2月15日逝世，享年62岁。